# 北貝弗蘭
北貝弗蘭（荷蘭語：Noord-Beveland）是荷蘭的一個市镇，位於荷蘭西南部，曾是島嶼，但現在已成為半島。在行政區劃上，北貝弗蘭屬於澤蘭省。

## 外部連結
- 维基共享资源上的相關多媒體資源：北貝弗蘭
- Official website (in Dutch)（页面存档备份，存于）